# 大洲藩
大洲藩（おおずはん）は、伊予国大洲（現在の愛媛県大洲市）を中心に南予地方北東部から中予地方西部の伊予郡（現在の伊予市を中心とした地域）などを領有した藩。藩庁は大洲城。支藩として新谷藩があった。

## 略史
江戸時代初期の大洲は藤堂高虎の所領であり、大洲城主として丹羽長秀の子で高虎の養子の藤堂高吉が在城した。慶長13年（1608年）、高虎は伊勢国津藩に転封となったが、大洲は高虎預かりの地のままだった。同年9月になり、淡路国洲本藩より脇坂安治が5万3千石で入部し、大洲藩が立藩した。
2代安元は元和3年（1617年）、信濃国飯田藩に転封となった。同年、加藤貞泰が伯耆国米子藩より6万石で入部した。
元和9年（1623年）、貞泰が跡目の届け出をしないまま急死したが、長男の泰興が将軍徳川秀忠に御目見し、相続を認められた。その際、弟の泰但（後の直泰）は1万石分知の内諾を得て新谷藩が成立した。これがきっかけとなり寛永16年（1639年）までお家騒動が続き、結局内分分知ということで決着した。
加藤家には好学の気風があり、藩もこれに倣い好学・自己錬成を藩風とした。初期の大洲藩からは儒学者の中江藤樹が出ている。
大洲藩は勤王の気風が強く、幕末は早くから勤王で藩論が一致していた。このため勤王藩として慶応4年（1868年）の鳥羽・伏見の戦いでも小藩ながら参陣し、活躍した。また、坂本龍馬が運用したことで知られる蒸気船いろは丸は大洲藩の所有であり、大洲藩より海援隊に貸与していたものである。
明治4年（1871年）7月14日、廃藩置県により、旧大洲藩領を管下とする大洲県（草高6万石、現石3万476石余）が設置され、同時に加藤家は華族に列した。同年11月15日、第1次府県統合、いわゆる3府72県制の実施により大洲県が廃止され、旧宇和島県、旧吉田県、旧新谷県が合併して新たな宇和島県が設置された（本庁・宇和島、支庁・大洲）。その後、神山県を経て愛媛県に編入された。
明治17年（1884年）、華族令により大洲加藤家は子爵を授爵された。

### 御城預りと御替地
寛永11年（1634年）蒲生忠知急死により、嫡子のなかった伊予松山藩の御城預りをしたのは大洲城主の加藤泰興だった。その際、当時の松山藩領伊予郡、浮穴郡37箇村（約1万3千石）と大洲藩領だった風早郡桑村郡57箇村の替地を老中に願い出る。寛永12年（1635年）に替地の実現し、翌年には上灘村から宮内兄弟（九右衛門、清兵衛）が入植した。「灘屋」と号したため「灘町」（後の伊予市中心部である旧伊予郡郡中町の前身）と命名された。

## 歴代藩主

### 脇坂家
外様　5万3千石　（1608年 - 1617年）
1. 安治
2. 安元

### 加藤家
外様　6万石　（1617年 - 1871年）
1. 貞泰
2. 泰興
3. 泰恒
4. 泰統
5. 泰温
6. 泰衑
7. 泰武
8. 泰行
9. 泰候
10. 泰済
11. 泰幹
12. 泰祉
13. 泰秋

## 支藩
- 新谷藩

## 幕末の領地

### 大洲藩領
- 伊予国
  - 風早郡のうち - 5村　
  - 浮穴郡のうち - 49村
  - 伊予郡のうち - 17村
  - 喜多郡のうち - 80村

### 新谷藩領
- 伊予国
  - 浮穴郡のうち - 8村
  - 伊予郡のうち - 3村
  - 喜多郡のうち - 3村